# نادي بقيق
نادي بقيق السعودي هو أحد أندية الدرجة الثالثة في محافظة بقيق بالمنطقة الشرقية ، تأسس عام 2015 م .